# Душица Жарковић
Душица Жарковић (Београд, 1960) је српска сликарка.

## Биографија
Рођена је 1960. године у Београду. Дипломирала је на Факултету примењених уметности Универзитета уметности у Београду 1984. на Одсеку за графику у класи професора Божидара Џмерковића и Одсеку за графику књиге у класи професора Богдана Кршића. Добитница је награде из Фонда „Бета и Риста Вукановић”.